# Тончи Кукоч
Тончи Кукоч (хорв. Tonći Kukoč, нар. 25 вересня 1990, Спліт) — хорватський футболіст, лівий захисник клубу ЦСКА (Софія).
Виступав, зокрема, за клуби «Хайдук» (Спліт) та «Брешія», а також молодіжну збірну Хорватії.

## Клубна кар'єра
Народився 25 вересня 1990 року в місті Спліт. Вихованець футбольної школи клубу «Хайдук» (Спліт).
2009 року підписав з клубом свій перший контракт, але відразу був відданий в оренду до іншого хорватського клубу «Істра 1961», в якому провів півсезону, взявши участь лише у 5 матчах чемпіонату. Після цього ще півроку на правах оренди грав у клубі «Мосор» з другої ліги, де став основним гравцем, зігравши 12 матчів.
Повернувшись 2010 року в «Хайдук», 7 листопада він дебютував за команду в чемпіонаті, коли замінив Анте Вукушича на останніх хвилинах домашнього матчу проти «Загреба». Цей матч залишився для нього єдиним у тому сезоні за клуб. На початку 2011 року знову відданий в оренду, цього разу в «Хрватскі Драговоляц», де захисник зіграв п'ять матчів і забив свій перший гол в елітному дивізіоні, вийшовши на заміну в матчі «Інтера» (Запрешич) (2:3).
У сезоні 2011/12 став стабільно виходити в основному складі, зігравши в 20 матчах чемпіонату, в 3 матчах кубка і навіть дебютував у Лізі Європи в грі проти «Сток Сіті» (0:1). Проте з приходом влітку 2012 року на посаду головного тренера Мішо Крстичевича Тончи втратив місце в команді і на поле майже не виходив.
В липні 2013 року уклав контракт з клубом італійської Серії Б «Брешією», у складі якого провів наступний рік своєї кар'єри гравця. Більшість часу, проведеного у складі «Брешії», був основним гравцем команди.
На початку серпня 2014 року покинув італійський клуб через скандал з тренером і незабаром підписав контракт з болгарським ЦСКА (Софія). Відтоді встиг відіграти за армійців з Софії 11 матчів в національному чемпіонаті.

## Виступи за збірну
2011 року залучався до складу молодіжної збірної Хорватії. На молодіжному рівні зіграв у 3 офіційних матчах.

## Титули і досягнення
- Володар Кубка Хорватії (1):

«Хайдук»: 2012–13
- Чемпіон Боснії і Герцеговини (1):

«Зринські»: 2016–17
- Володар Кубка Угорщини (1):

«Гонвед»: 2019–20